# Eurytoma striatigena
Eurytoma striatigena är en stekelart som beskrevs av Jean-Jacques Kieffer 1910. Eurytoma striatigena ingår i släktet Eurytoma och familjen kragglanssteklar. Inga underarter finns listade i Catalogue of Life.